# Chrysops parvulus
Chrysops parvulus is een vliegensoort uit de familie van de dazen (Tabanidae). De wetenschappelijke naam van de soort is voor het eerst geldig gepubliceerd in 1907 door Erich Daecke; de beschrijving was gebaseerd op talrijke specimens verzameld in New Jersey in 1904-1906.